# ۲۷۶ (میلادی)

## رویدادها
- بهرام دوم ساسانی جانشین بهرام یکم شد.
- مارکوس اورلیوس پروبوس (Marcus Aurelius Probus) در سال ۲۷۶ از رقیب خود فلوریان (Florian) پیشی گرفت و به تنهایی امپراتور روم گشت، وی سرزمین گل را از قید فرانک‌ها و آلامانی‌ها رهایی بخشید.

## درگذشت‌ها
- مانی، پیامبر ایرانی
- مارکوس کلاودیوس تاسیتوس، امپراتور روم
- فلوریان، امپراتور روم

‎